# Myrmecozela lambesella
Myrmecozela lambesella is een vlinder uit de familie van de echte motten (Tineidae). De wetenschappelijke naam werd in 1901 gepubliceerd door Hans Rebel.
De soort komt voor in Europa.